# Diretor técnico

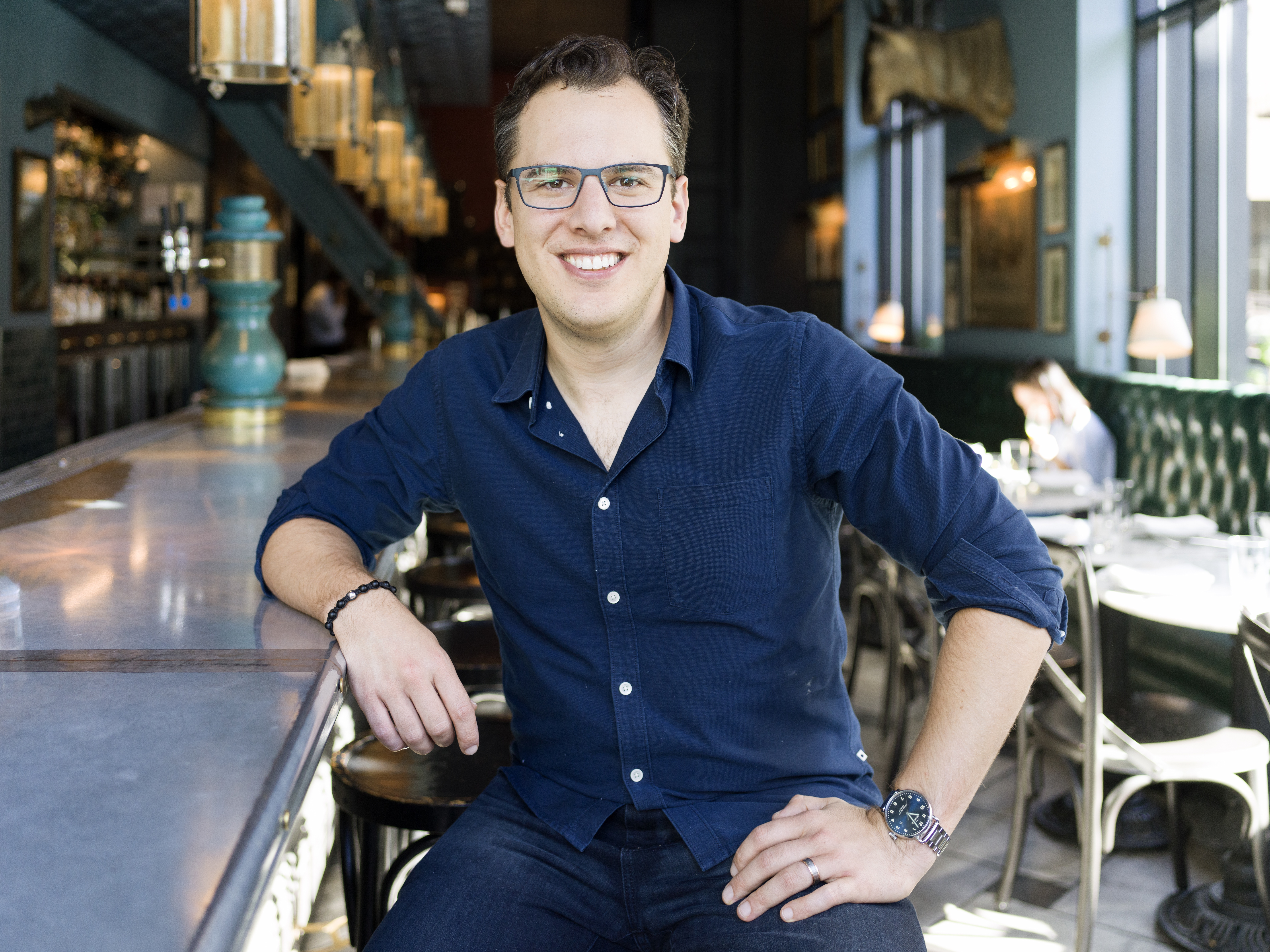
Mike Krieger em 2018

Um diretor técnico, diretor-chefe de tecnologia, ou em inglês, chief technology officer (CTO), é uma posição de nível executiva em uma empresa ou outra entidade cuja ocupação é focada em questões científicas e tecnológica dentro de uma organização. Ele é o indivíduo dentro de uma organização que tem a responsabilidade final para toda a política de tecnologia e assuntos relacionados, tais como pesquisa e desenvolvimento.
Ele é o visionário na área tecnológica de uma empresa ou organização. Ele "vê", pesquisa, estrategiza, desenvolve e coloca em prática os objetivos da empresa na área tecnológica. Um diretor técnico deve ter a visão da empresa e o conhecimento das metas para alinhar a tecnologia com os objetivos da organização. As especificidades do trabalho do diretor técnico podem variar de uma organização para outra. 
Em abril de 2009, o presidente Barack Obama nomeou Aneesh Chopra o primeiro diretor de tecnologia dos Estados Unidos. O foco especial do primeiro CTO nacional era usar a tecnologia aplicada para estimular a criação de emprego, melhorar os sistemas de saúde e de segurança, e também para aumentar o acesso de banda larga.
O CTO comumente se posicionará na área tecnológica de uma empresa mas com certa raridade, algumas empresas "start-ups" iniciam-se por um CTO. Já neste caso, ele se torna o próprio CEO. Para que estas empresas funcionem é necessário que o mesmo tenha também um espírito empreendedor e ousado, qualidade essencial para liderar uma empresa.
A posição CTO muitas vezes se sobrepõe a outros postos de trabalho, em particular a do CIO (diretor de informática) e CSO (diretor de ciência) por seu conhecimento e poder visualizar e colocar em prática seu conhecimento para o avanço da empresa.

## Responsabilidades
Alguns itens típicos de uma descrição do trabalho do diretor técnico:
- Identificar oportunidades e riscos para o negócio.
- Visualizar o futuro da empresa e ter um espírito empreendedor e criativo.
- Gerenciar pesquisa e desenvolvimento.
- Monitorar tecnologia e tendências sociais que poderiam impactar a empresa.
- Participar nas decisões de gestão sobre governança corporativa.
- Comunicar a estratégia de tecnologia da empresa a parceiros, gestão, investidores e funcionários.
- Manter informações atualizadas sobre padrões de tecnologia e regulamentos de conformidade.

Como dito acima, o CTO muitas vezes é o empreendedor e líder de sua startup e com isso vem inúmeras reponsabilidades. Abaixo estão listados os deveres mais vitais para a saúde do negócio e crescimento rápido da empresa.
Normalmente empresas de software ou startups começam com inovações tecnológicas ou mesmo uma estrutura de software por trás das funcionalidades. Cabe ao diretor técnico garimpar, entrevistar e garantir que o time seja composto de ótimos desenvolvedores, que acelerarão as funcionalidades para entrega aos clientes.
No longo prazo essa é uma receita poderosa para fazer com que uma startup triunfe. O CTO deve conhecer muito bem as características necessárias para o tipo de aplicação que a empresa desenvolve e buscar os programadores que cumprem exatamente os requisitos.
Todas startups enfrentarão desafios e o papel do CTO é manter as opções abertas e não desistir de sempre fornecer soluções. Ele tem de prover alternativas para resolver os problemas que os clientes estão enfrentando dentro do software e traduzi-las ao time de desenvolvimento. Esse elo entre os desenvolvedores e os  requisitos do cliente é frequentemente desempenhado pelo Diretor técnico.
Todo CTO deve estar atento a todas as novidades tecnológicas do mercado em que sua empresa está inserida. É papel dele ler blogs, testar novidades, e estar à frente das mudanças tecnológicas. Ele precisa conhecer as linguagens de programação que o mercado vem adotando, aos influenciadores do mercado para que o software de sua empresa esteja sempre coerente com o que há de mais atualizado.